# Филиппов, Александр Геннадьевич
Александр Геннадьевич Филиппов (р. 27 января 1958, Гурьевск (Кемеровская область)) — российский художник, член Союза художников России (2006). C 1979 года живёт и работает в Старом Осколе.

## Творчество
Александр Геннадьевич Филиппов — известный российский художник, член Союза художников России с 2006 года. Член Международной ассоциации изобразительных искусств ЮНЕСКО.
С 1994 по 2012 годы провёл 24 персональные выставки в гг. Валуйки, Старый Оскол, Белгород, Одинцово Московской области. Работает в различных техниках станковой графики, масляной живописи, в жанре пейзажа, натюрморта, портрета. С творческими поездками побывал в Сибири, Крыму, в г. Одессе, в 2004 году работал в Доме творчества «Академическая дача».

## Выставки

### 2003 год
участник Всероссийской выставки «Наследие», посвящённой славянской письменности и культуре и 300-летию памяти Святителя Митрофана Воронежского (Воронеж, Россия)

### 2004 год
участник Летнего пленэра на Академической даче художников им. Репина (Вышний Волочёк, Тверская обл., Россия)

### 2005 год
- участник II Всероссийской выставки «Возрождение», посвящённой 300-летию Святителя Иоасафа Белгородского (Белгород, Россия)
- участник Международного пленэра и выставки (Глухолазы, Польша)
- участник пленэра (Ростов Великий, Россия)
- участник выставки (Атланта, штат Джорджия, США)

### 2006 год
- участник выставки (Шарлотт, штат Северная Каролина, США)
- участник пленэра (Рыльск, Курская обл., Россия)
- член Союза художников России
- участник Международного пленэра и выставки (Глухолазы, Польша)
- преподаватель рисунка в филиале Белгородского механико-технологического колледжа (Старый Оскол, Россия)

### 2007 год
- участник Международного пленэра и выставки (Гора Святой Анны, Польша)
- участник выставки «Художники Белгорода» (Харьков, Украина)

### 2008 год
- участник Х Региональной выставки «Художники центральных областей России» (Ярославль, Россия)
- руководитель и участник «IX Международного Славянского пленэра» (Старый Оскол, Россия)
- участник Международного пленэра (Гомель, Беларусь)
- участник Юбилейной выставки к 40-летию БО СХР (Белгород, Россия)

### 2009 год
- участник Всероссийской художественной выставки «Россия XI» (Москва, Россия)
- участник художественной выставки "Открытие выставочного зала «Родина» (Белгород, Россия)
- участник художественной выставки «Рождественская ярмарка» (Белгород, Россия)
- участник XXIX областной художественной выставки (Белгород, Россия)

### 2010 год
- участник 1-й областной выставки акварели (Белгород, Россия)
- участник Межрегионального VI Липецкого пленэра художников ЦФО «Земля, опалённая войной» (Липецк, Россия) и выставки участников пленэра (Москва, Выставочный зал Союза художников России, Россия)
- участник Межрегионального пленэра (Козельск, Калужская обл., Россия)

### 2011 год
- участник пленэра по местам жития Свт. Иоасафа Белгородского в Мгарском Спасо-Преображенском мужском монастыре (Лубенский район, Полтавская область, Украина)
- участник пленэра по местам жития Свт. Иоасафа Белгородского в Густынском Свято-Троицком женском монастыре (Прилукский район, Черниговская область, Украина)
- участник выставки работ участников пленэра «По местам жития Святителя Иоасафа Белгородского» (Белгород, Россия)
- участник пленэра (Козельск, Калужская обл., Россия)
- участник 13-го Малоярославецкого художественного пленэра «Малоярославецкая земля — памятник воинской славы» (Малоярославец, Россия)
- участник 1 Международной выставки-конкурса на соискание премии «Прохоровское поле» в области изобразительного искусства (Белгород, Россия)
- участник Межрегиональной выставки, посвящённой 100-летию канонизации Иосафа Белгородского «Под сенью Омофора» (Белгород, Россия)
- участник выставки «Святитель Иоасаф — небесный покровитель Святого Белогорья», Белэкспоцентр (Белгород, Россия)
- участник выставки-конкурса I Белгородского открытого фестиваля изобразительных искусств памяти заслуженного художника России С. С. Косенкова (Белгород, Россия)
- участник художественной выставки «Приглашение к путешествию» (Белгород, Россия)

### 2012 год
- участник VIII Липецкого пленэра художников ЦФО «Родники истории. Чаплыгин — Раненбург» (Чаплыгинский район, Липецкая обл., Россия)
- участник Межрегионального пленэра, посвящённого 200-летию войны 1812 г. (Малоярославец, Россия)
- участник Всероссийской художественной выставки «Продолжая традиции…», посвящённой 175-летию Крамского (Воронеж, Россия)

### 2013 год
- участник Международного пленэра «Пролом Баня» (Ниш, Сербия)
- участник Региональной научно-практической конференции преподавателей изобразительного искусства в рамках Всероссийского конкурса по рисунку и живописи «Мастер 2013» от 23 апреля 2013 года «Сохранение и развитие академического художественного образования в современных условиях»
- участник пленэра (Суздаль, Россия)
- участник XIV Международного пленэра художников-живописцев «Унеча — край вдохновения» (Унеча, Брянская обл., Россия)

### 2014 год
- персональная выставка «Палитра моей жизни» в Детской художественной школе (Старый Оскол, Белгородская обл., Россия)
- участник открытого регионального семинар-практикум для преподавателей изобразительного искусства «Образование-мастерство-творчество» в Детской художественной школе (Старый Оскол, Белгородская обл., Россия)
- участник межрегионального пленэра «Земля Луховицкая-2014» (Белоомут, Московская обл., Россия)
- участник пленэра, посвящённого празднованию 700-летия Сергия Радонежского (Сергиев Посад, Московская обл., Россия)

### 1994—2014 годы
24 персональных выставки в Белгородской области, Московской области.

## Пленэры
Александр Филиппов был руководителем «IX Международного Славянского пленэра» 2008 г. (Старый Оскол, Россия) и участником следующих международных пленэров:
- Международный пленэр и выставка 2005 г. (Глухолазы, Польша);
- Международный пленэр и выставка 2006 г. (Глухолазы, Польша);
- Международный пленэр и выставка 2007 г. (Гора Святой Анны, Польша);
- Международный пленэр и выставка 2008 г. (Гомель, Беларусь);
- IX Международный Славянский пленэр 2008 г. (Старый Оскол, Россия);
- Международный пленэр 2011 г. «Спасо-Преображенский монастырь» (Полтавская обл., Украина);
- Международный пленэр 2013 г. «Пролом Баня» (Ниш, Сербия).

## Достижения и награды
За большой вклад в развитие и пропаганду изобразительного искусства, за высокий профессионализм Александр Филиппов награждён Почётными грамотами и Дипломами разного уровня, дипломом Союза художников России, дипломом Республики Беларусь.
В 2012 г. Александр Филиппов получил Диплом от Департамента культуры и искусства Российского совета предпринимателей за участие в международной выставке, посвящённой Дням культуры России (Дубай, Объединённые Арабские Эмираты).

## Публикации
- Каталог IV Международного живописного пленэра (2005 г., Глухолазы, Польша);
- Каталог IV Международного творческого симпозиума (2007 г., Гора Святой Анны, Польша);
- «Nova trybuna Opolska» (№ 181, 2005, Ополе, Польша);
- материалы Региональной научно-практической конференции преподавателей изобразительного искусства в рамках Всероссийского конкурса по рисунку и живописи «Мастер 2013» от 23 апреля 2013 года «Сохранение и развитие академического художественного образования в современных условиях».
- ART PLUS Magazine: Arts, Culture, Society. / Issue #2 (May-June 2013). — Eternity Art & Culture Foundation: Dubai, United Arab

## Коллекции
Картины А. Г. Филиппова находятся в Белгородском художественном музее (г. Белгород), в Художественном музее им. Сорокина (г. Липецк), Старооскольском художественном музее (г. Старый Оскол), в Арт-галерее Блик (г. Старый Оскол), в Картинной галерее г. Гомель (Беларусь), в галерее г. Ополе (Польша), в частных коллекциях России, США, Германии, Франции, Бельгии, ОАЭ, Польши, Сербии.